# Самуель Бродерзоніус
Самуель Бродерзоніус (швед. Samuel Broderzonius; 1658  — 31 грудня 1707 , Стенброгульт ) — шведський священник.

## Біографія
Самуель Бродерзоніус є сином Петруса Бродерзоніуса та Кірстін Торгерсдоттер Клін у парафії Стенброгульт. Бродерзоніус навчався у Векше, а в 1678 році став студентом Уппсальського університету. Він був висвячений на священика в грудні 1681 р. і став домашнім священиком у домі свого батька в 1685 р. У 1688 р. він став парафіяльним священиком у парафії Стенброгульта, обійнявши посаду того ж року. Бродерзоніус помер у 1707 році в парафії Стенброгульта.

## Сім'я
Бродерзоніус вперше одружився в 1687 році на Марні Йорансдоттер Шеє (1664–1703). Вона була донькою вікарія Йоргена Сімонссона Шеє та Анни Педерсдоттер у парафії Вісселтофта. Разом вони мали дітей Христину Бродерзоніус (1688 р.н.), яка вийшла заміж за вікарія Нільса Ліннея в парафії Стенброгульт, міністра Петруса Бродерзоніуса (1691 р.н.) в парафії Нідала, Анну Марію (1692 р.н.), яка вийшла заміж за міністра Петруса Зеландера та Ерланда Нікандера, і священик Георг Бродерзоніус (народився близько 1694 р.) у парафії Содра-Сольберга.
Бродерзоніус одружився вдруге на Елізабет Лінделії. Вона була донькою вікарія Еріка Лінделія та Елізабет Шарп у парафії Квеннеберга. Після смерті Бродерзоніуса Лінделія вдруге вийшла заміж за окружного клерка Андерса Ліндквіста.